# Суслув
Суслув (пол. Susłów) — село в Польщі, у гміні Боядла Зеленогурського повіту Любуського воєводства.
Населення — 30 осіб (2011).
У 1975-1998 роках село належало до Зеленогурського воєводства.

## Демографія
Демографічна структура станом на 31 березня 2011 року:
|          | Загалом | Допрацездатний вік | Працездатний вік | Постпрацездатний вік |
| -------- | ------- | ------------------ | ---------------- | -------------------- |
| Чоловіки | 16      | 5                  | 10               | 1                    |
| Жінки    | 14      | 3                  | 8                | 3                    |
| Разом    | 30      | 8                  | 18               | 4                    |